# Christian Zervos
Christian Zervos (in greco Χρήστος Ζερβός; Argostoli, 1º gennaio 1889 – Parigi, 12 settembre 1970) è stato uno storico dell'arte, saggista e editore greco naturalizzato francese.

## Biografia
Nacque sull'isola di Cefalonia, in Grecia. Laureatosi alla Sorbona, nel 1924 iniziò a lavorare presso le Éditions Morancé.
Trascorse l'infanzia ad Alessandria, poi a Marsiglia, dove frequentò la scuola secondaria. Nel 1907, all'età di diciotto anni, si trasferì a Parigi per iniziare gli studi di filosofia. 
Nel 1918, aveva sostenuto una tesi di dottorato presso la Università di Parigi sul filosofo e statista bizantino Michele Psello.
Tramite l'amico Jean Badovici, Christian Zervos incontrò l'editore Albert Morancé, che lo assunse nella sua casa editrice, dove lavorò come segretario di redazione per il periodico trimestrale, L'Art d'aujourd'hui. Dal 1923 aveva diretto una pubblicazione semestrale, Les Arts de la maison, la rivista si proponeva di far conoscere al pubblico pittori contemporanei come Pablo Picasso, Henri Matisse e Georges Braque.
Nel febbraio 1926 fondò la sua rivista Cahiers d'Art che seguì fino al 1960. La rivista pubblicava monografie che spaziavano dalla preistoria, all'archeologia e all'arte contemporanea. La sua attenzione fu rivolta prevalentemente ai maestri dell'arte contemporanea (Pablo Picasso, Georges Braque, Henri Matisse, Fernand Léger, Jacques Villon, Victor Brauner, Antonio Corpora, ecc.). Si occupò anche di arte antica e di archeologia, pubblicò studi di letteratura su due riviste letterarie (14 e L'usage de la parole).

## Opere principali

### Pubblicazioni di storia dell'arte
- Picasso. Œuvres de 1920 à 1926, Paris, éditions Cahiers d'art, 1926
- Henri Rousseau, œuvres de 1896 à 1910, Paris, éditions Cahiers d'art, 1927, 96 planches en phototypie + 24 p.
- Paysages français du xve siècle, Paris, éditions Cahiers d'art, 1927, texte accompagné de 48 reproductions en similigravures
- Raoul Dufy, œuvres de 1898 à 1928, Paris, éditions Cahiers d'art, 1928, 96 planches en héliotypie, 5 planches en couleur et 14 p.
- Matisse, œuvres de 1890 à 1931, Paris, éditions Cahiers d'art, 1928, 97 illustrations en noir, 16 planches en phototypie et 104 p. ; édition américaine : New York, E.Weyhe, 1931
- Paul Nelson, Christian Zervos, Cité hospitalière de Lille, Paris, éditions Cahiers d'art, 1933
- Matthias Grünewald : le retable d'Isenheim, Paris, éditions Cahiers d'art, 1936, VIII + 32 planches p.
- L'Art de la Catalogne, de la seconde moitié du neuvième siècle à la fin du quinzième siècle, textes de Christian Zervos, Ferran Soldevilla, Josep Gudiol, Paris, éditions Cahiers d'art, 1935, In-4, reliure d'éditeur, cartonnée, 36 pages et 223 planches
- Texte de Zervos sur le « prétendu vandalisme des républicains ».
- Histoire de l'art contemporain, Paris, éditions Cahiers d'art, 1938
- Les Œuvres du Greco en Espagne, 1939, Paris, éditions Cahiers d'art, 1939, LXI + 224 p.
- Didier Desroches Paul Éluard, Le temps déborde, 1947
- Catalogue de l'exposition de peintures et sculptures modernes au palais des Papes à Avignon, du 27 juin au 30 septembre 1947
- Dessins de Picasso 1892-1948, Paris, éditions Cahiers d'art, 1949
- Nus de Lucas Cranach l'Ancien, Paris, éditions Cahiers d'art, 1950, 77 p.
- Fernand Léger : œuvres de 1905 à 1952, Paris, éditions Cahiers d'art, 1952, 70 pl. + 94 p.
- Domela, Amsterdam, J. M. Meulenhoff, 1965. In-8 br. Coll. « Art et architecture aux Pays-Bas »
- Brancusi, œuvres de 1900 à 1943, Paris, éditions Cahiers d'art, 1957, 90 illustrations, 104 p.
- Corpora, œuvres de 1951 à 1957, Paris, éditions Cahiers d'art, 1957, 24 planches en couleur, 18 en noir, 80 p.
- Chauvin, œuvres de 1913 à 1958, Paris, éditions Cahiers d'art, 1960, 92 illustrations en noir, 16 planches en phototypie, 104 p.
- Christian Zervos et Saul Bellow, Jesse Reichek. Dessins, Paris, éditions Cahiers d'art, 1960, 48 dessins
- M. Gagarine, Pablo Picasso 1895-1972, 33 voll, New Revised Edition, 2013 ISBN Z97a11111874

### Pubblicazioni archeologiche
- L'Art en Grèce de la période néolithique au xviiie siècle, Paris, éditions Cahiers d'art, 1933.
- L'Art de la Mésopotamie de la fin du IVe millénaire au xve siècle avant notre ère (Elam, Sumer, Akkad, Babylon), Paris, éditions Cahiers d'art, 1935.
- L'Art en Grèce, du troisième millénaire au ive siècle avant notre ère, Paris, éditions Cahiers d'art, 1946.
- La Civilisation de la Sardaigne du début de l'énéolithique à la fin de la période nouragique, IIe millénaire : Ve siècle avant notre ère, Paris, éditions Cahiers d'art, 1954 (in italiano: La civiltà della Sardegna: dall'eneolitico alla fine dell´eta nuragica, 2. millennio-5. secolo a.C., traduzione di Laura Agri Moravetti; Sassari, 1980.
- L'Art de la Crète néolithique et minoenne, Paris, éditions Cahiers d'art, 1956.
- L'Art des Cyclades, du début à la fin de l'âge du bronze, 2500-1100 avant notre ère, Paris, éditions Cahiers d'art, 1957.
- L'art de l'époque du Renne en France, Paléolithique et Mésolithique, Paris, éditions Cahiers d'art, 1959 (OCLC 468233339).
- Naissance de la civilisation en Grèce, de la fin du VIIe millénaire à 3200 avant notre ère, 2 vol., Paris, éditions Cahiers d'art, 1963.
- La Civilisation hellénique du xie au viiie siècle, tome 1, Paris, éditions Cahiers d'art, 1969.